# Université de Maastricht

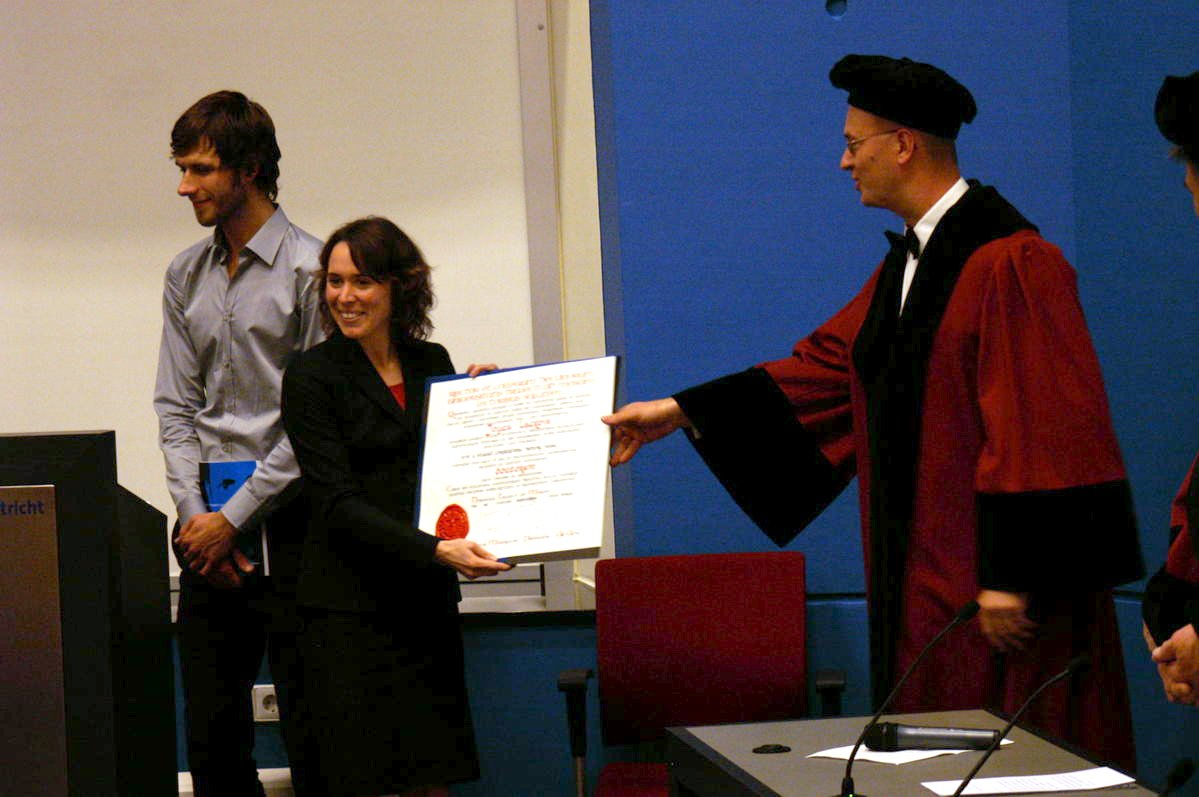
Un doctorat a l'UM

L'université de Maastricht (nom officiel en anglais : Maastricht University ; en néerlandais : Universiteit van Maastricht ; en abrégé : UM) est une université publique située à Maastricht, aux Pays-Bas. Fondée en 1976, l'université est la deuxième plus jeune aux Pays-Bas. Avec l'université de Hasselt (UHasselt) elle forme l'université transnationale du Limbourg (en néerlandais : Transnationale Universiteit Limburg). Avec presque la moitié de ses étudiants originaire de l'étranger et presque tout l'enseignement en anglais, elle est une des universités les plus internationales.

## Histoire
Intitulée à l'origine, en 1976, Rijksuniversiteit Limburg, elle prend le nom de Universiteit Maastricht en 1996 puis de Maastricht University en 2008, pour montrer sa vocation internationale.
En 2020, l'université de Maastricht accueillait 21 085 d'étudiants, dont 55 % de nationalité étrangère, ainsi que 4 004 employés. Elle comporte six facultés : Arts et sciences sociales, Business et économie, Santé, médecine et sciences de la vie, Lettres et sciences, Psychologie et neuroscience et Droit.
L'université offre une vaste gamme de programmes dont beaucoup sont uniques aux Pays-Bas et en Europe. La plupart sont enseignés en anglais et ont une vocation internationale. L'université offre également des programmes de doctorat, des cours pour des doctorants et des professionnels, ainsi que des programmes adaptés.

## Professeurs distingués
- Wiebe Bijker
- Harald Merckelbach
- Corine de Ruiter
- Luc Soete
- Theo van Boven (en)
- Geert Hofstede

### Anciens étudiants
- Reine Alapini-Gansou, juge béninoise à la Cour pénale internationale.
- Mina Andreeva, ancienne porte-parole de Jean-Claude Juncker.
- Maureen Abla Amematekpor, diplomate ghanéenne.
- Béata Habyarimana,  banquière, économiste et femme politique rwandaise.

### Campus Centre-Ville

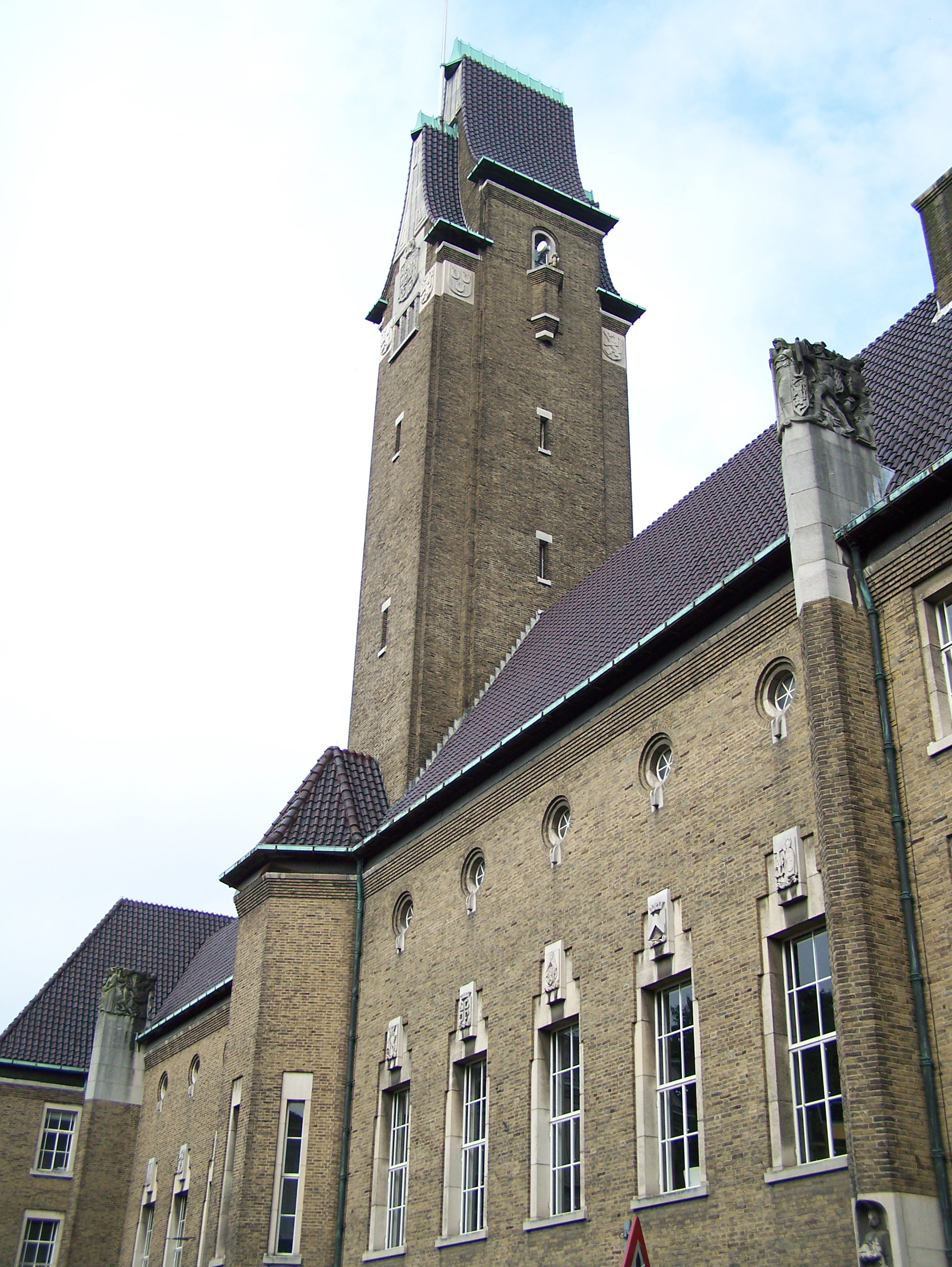
Faculté de droit
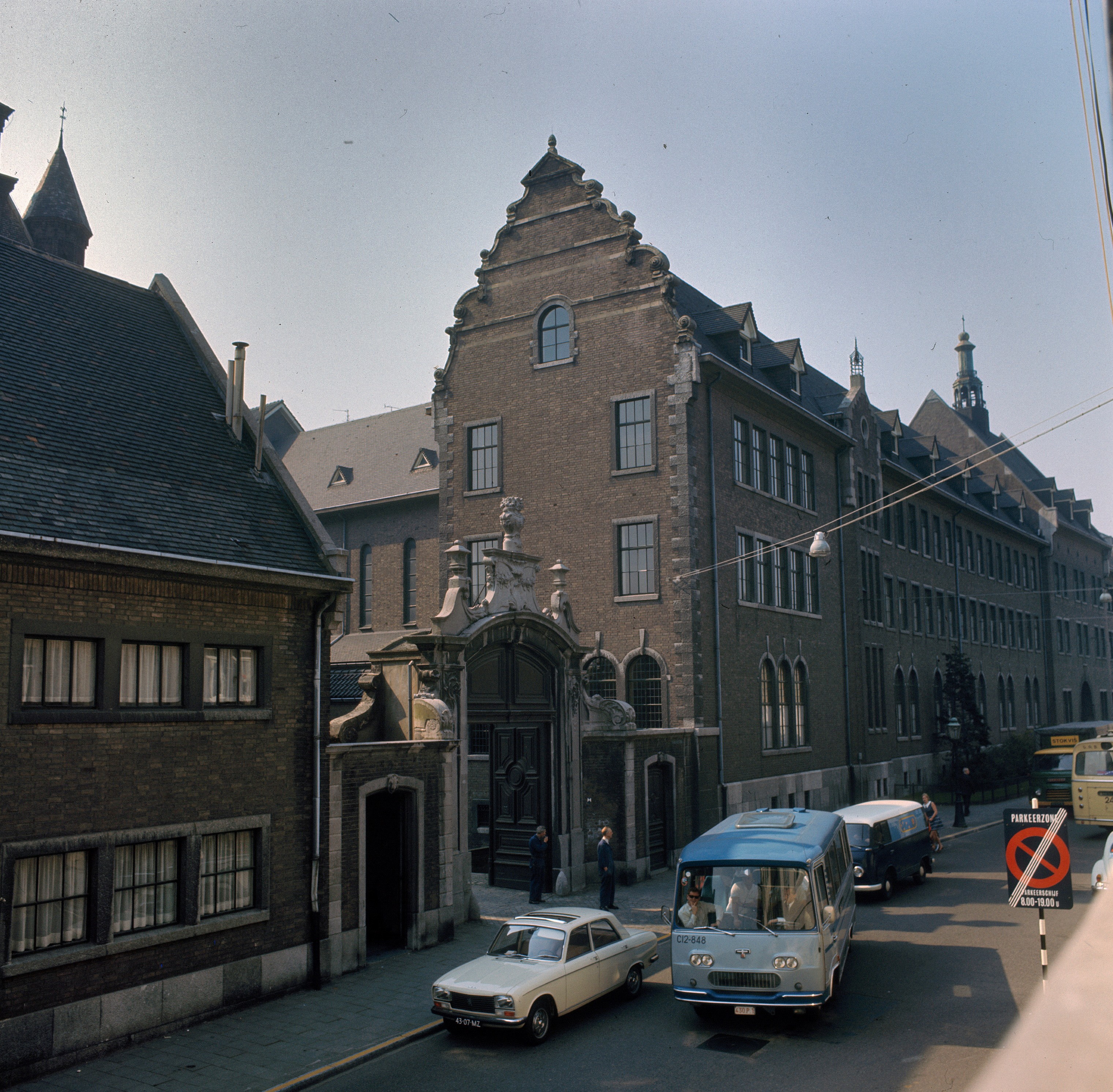
Faculté d'économie
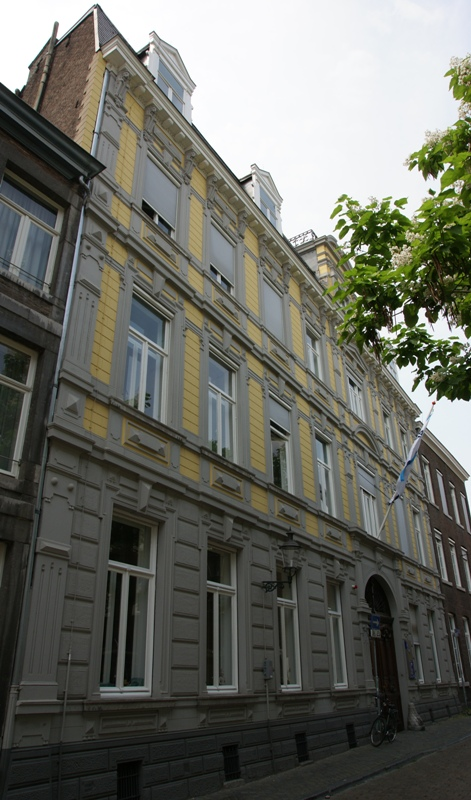
Faculté de science
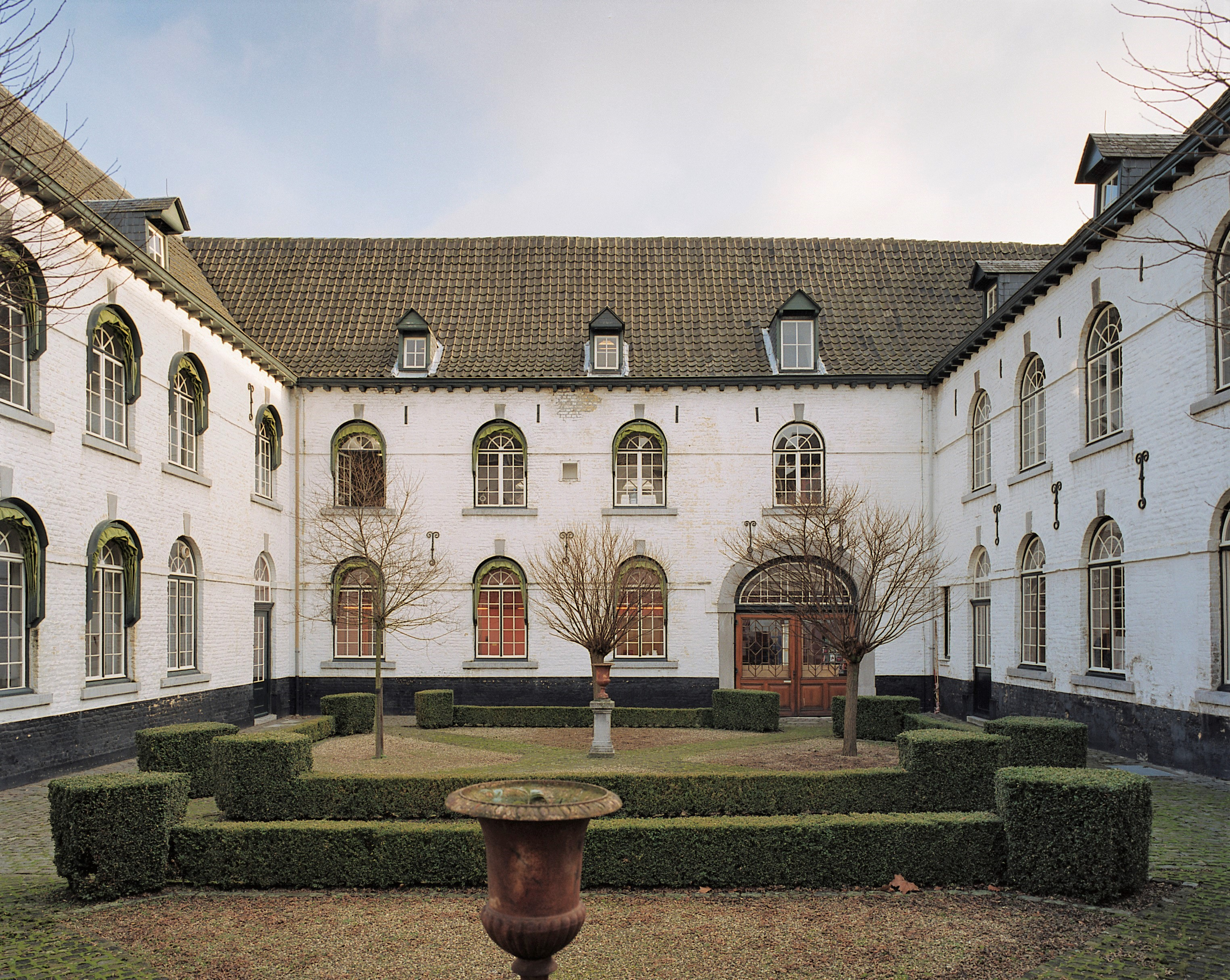
University College Maastricht

### Campus Randwyck

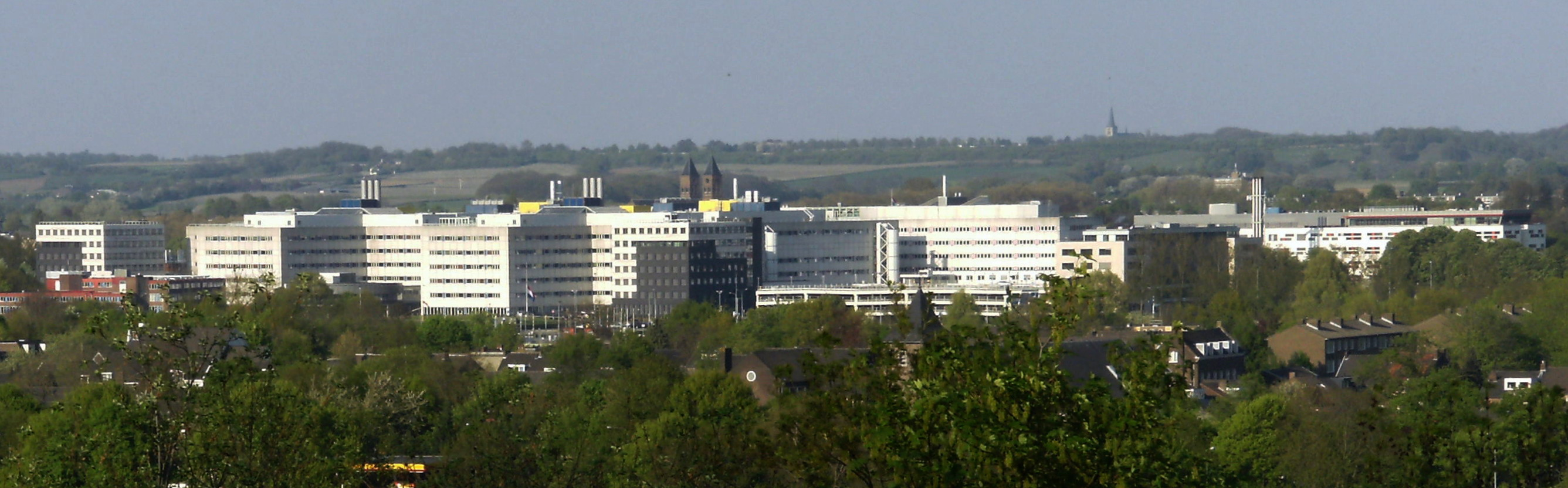
Vue générale
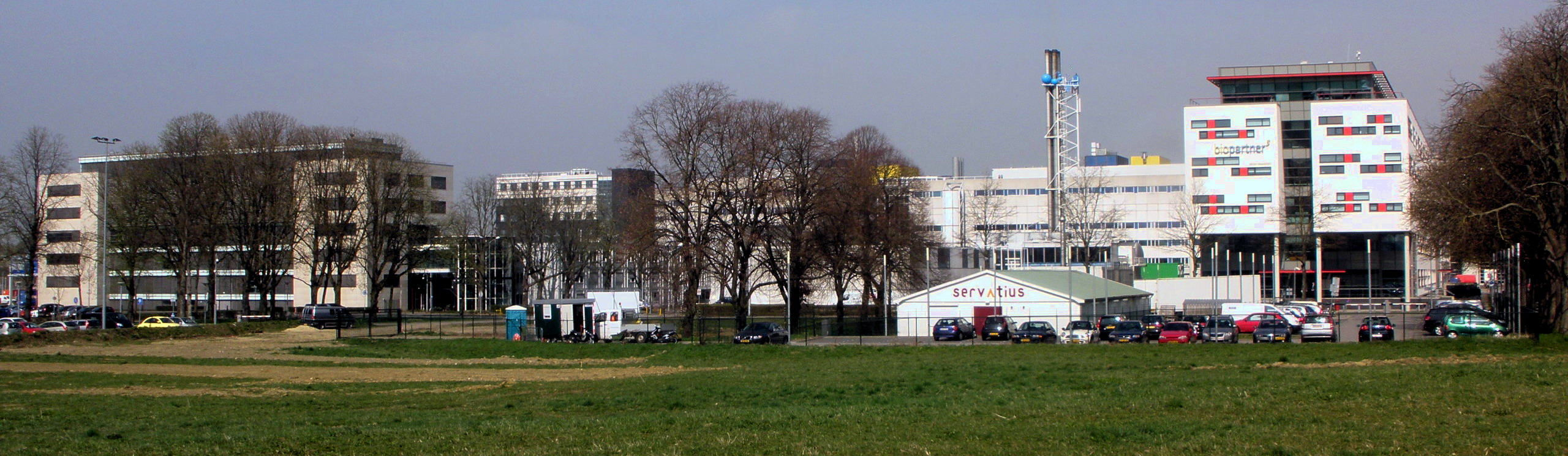
Faculté de médecine
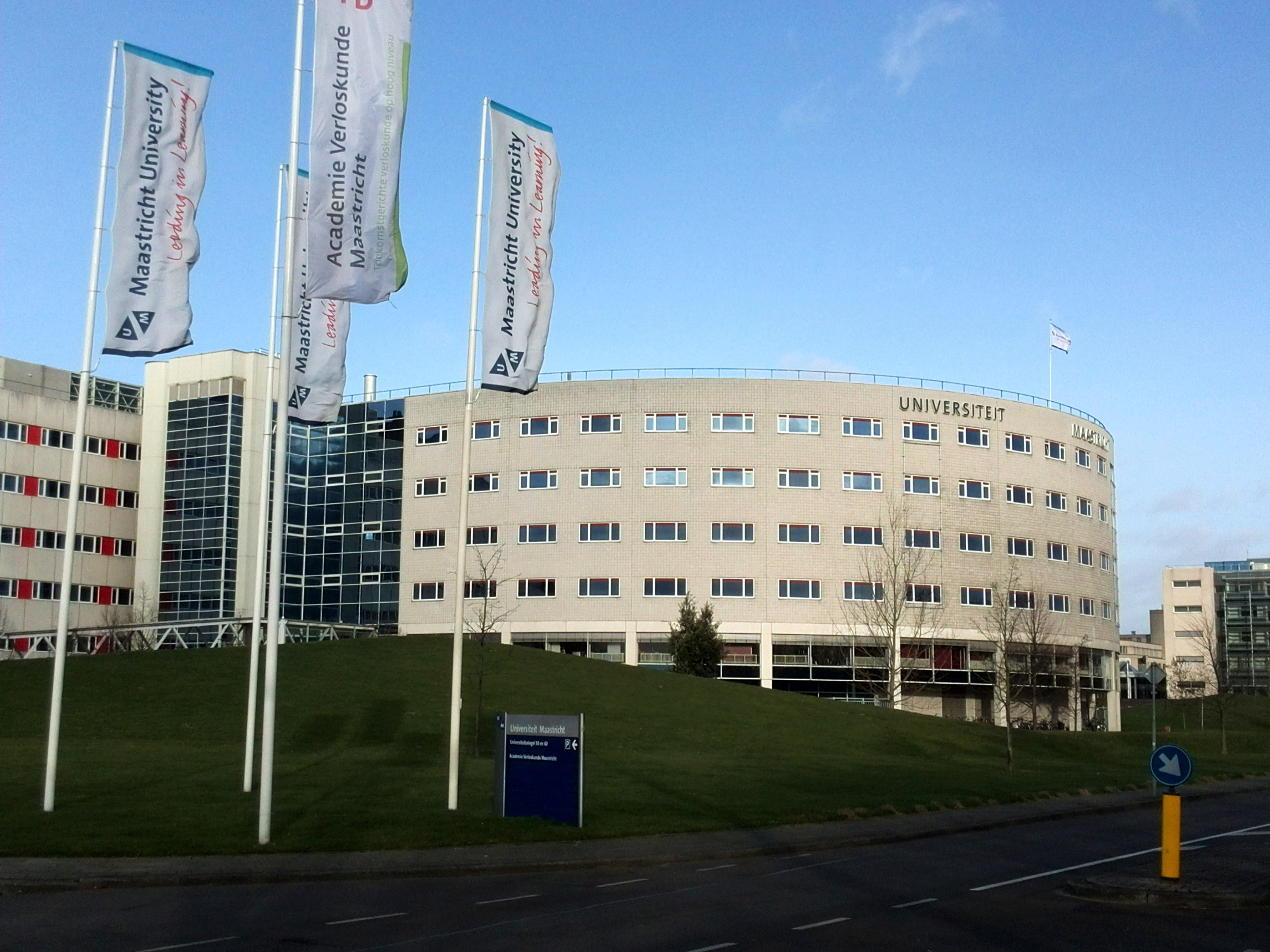
Bibliothèque universitaire
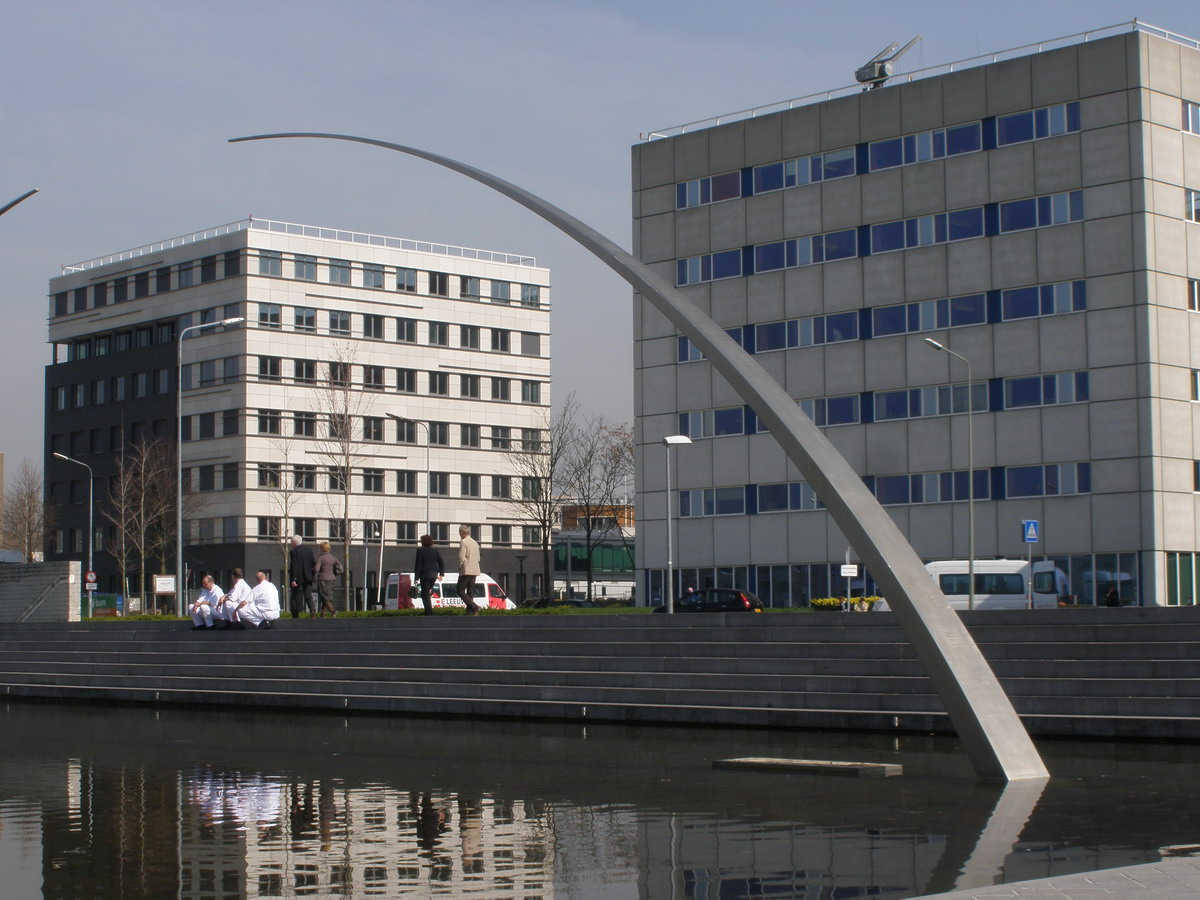
L'hôpital universitaire